# Křešín, Pelhřimov
Křešín là một làng thuộc huyện Pelhřimov, vùng Vysočina, Cộng hòa Séc.